# Филот (пьеса)
«Филот» (нем. Philotas) — одноактная пьеса немецкого драматурга Готхольда Эфраима Лессинга, написанная в 1758 году и опубликованная в 1759 году.
Действие пьесы происходит в Древней Греции. Главный герой — царевич Филот, попавший в плен к царю Аридею. Чтобы его отцу не пришлось заключать невыгодный мир, Филот совершает самоубийство, которое становится, таким образом, подвигом во имя Родины. Прототипом этого персонажа стал друг Лессинга Эвальд фон Клейст, смертельно раненный в одном из сражений Семилетней войны.
Лессинг написал «Филота» в 1758 году и опубликовал его в 1759 году без имени автора. Один экземпляр книги он отправил поэту Иоганну Вильгельму Людвигу Глейму, и тот, придя от пьесы в восторг, переложил её на стихи. Этот вариант текста Лессинг тоже издал (1760). Только в 1772 году «Филот» был опубликован с именем Лессинга на обложке (это было издание трёх пьес — «Филот», «Эмилия Галотти» и «Мисс Сара Сампсон»).